# Projet Deep Earth Carbon Degassing
Le projet Deep Earth Carbon Degassing (DECADE), [Dégazage de carbone du sous-sol profond] est une initiative visant à unir les scientifiques du monde entier pour faire des progrès tangibles dans la quantification du carbone naturellement dégazé depuis les profondeurs de la Terre (noyau, manteau, croûte) vers l'environnement de surface (biosphère, hydrosphère, cryosphère, atmosphère). DECADE est une initiative du Deep Carbon Observatory (DCO).
Les volcans sont la principale voie d'échappement des substances volatiles des couches profondes, dont le carbone. La voie secondaire et mal comprise, se situe le long des failles et des fractures dans la croûte terrestre, souvent appelée dégazage tectonique. Lorsque de la fondation du DCO en 2009, les estimations du flux mondial de carbone provenant des régions volcaniques variaient de 65 à 540 Mt/an, et les paramètres du dégazage tectonique mondial étaient pratiquement inconnus. L'incertitude actuelle sur l'amplitude du dégazage volcanique/tectonique du carbone empêche toutes réponses précises aux questions fondamentales sur le bilan mondial du carbone. En particulier, l'inconnue fondamentale demeure celle de ne pas savoir si le carbone transféré par subduction dans la lithosphère du manteau terrestre, la croûte et l'environnement de surface part dans le dégazage volcanique et tectonique et donc dans le cycle du carbone, ou si des quantités importantes de carbone sont subductées dans le manteau profond. Étant donné que des quantités importantes de carbone du manteau sont également libérées par le volcanisme de la dorsale médio-océanique, si les entrées et les sorties de carbone au niveau des zones de subduction sont en équilibre, l'effet net sera un déséquilibre dans le bilan global du carbone, le carbone étant préférentiellement retiré du sous-sol profond et redistribué vers des réservoirs de surface, notamment la lithosphère du manteau, la croûte, l'hydrosphère et l'atmosphère. Les implications de cette hypothèse peuvent signifier que les concentrations de carbone dans l'environnement de surface augmentent au cours de l'histoire de la Terre, ce qui a des implications importantes pour le changement climatique.
Les découvertes du projet DECADE améliore la compréhension de la circulation du carbone dans les profondeurs de la Terre, et les modèles de données sur les émissions volcaniques pourraient potentiellement alerter les scientifiques d'une éruption imminente. 

## Objectifs du projet
Le but principal du projet DECADE est de permettre d'obtenir une quantification réaliste du dégazage de carbone au niveau mondial en utilisant une approche à plusieurs volets. L'initiative à cet effet réunit des experts en géochimie, pétrologie et volcanologie pour fournir des directives sur le flux mondial de carbone volcanique : 
1. En établissant une base de données des compositions et des flux de gaz volcaniques et hydrothermaux liés à EarthChem/PetDB et au  Smithsonian Global Volcanism Program,
2. En construisant un réseau mondial de surveillance pour mesurer en continu le flux de carbone volcanique de vingt volcans actifs,
3. En mesurant le flux du carbone de volcans éloignés, pour lesquels aucune ou peu de données sont actuellement disponibles,
4. En développant de nouveaux instruments de terrain et analytiques pour la mesure du carbone et la surveillance des flux,
5. En établissant des collaborations formelles avec des observatoires volcaniques du monde entier pour soutenir les activités de mesure et de surveillance des gaz volcaniques[5].

## Histoire
L'initiative Deep Earth Carbon Degassing a été imaginée en septembre 2011 par l'Association internationale de volcanologie et de chimie de la Commission intérieure de la Terre sur la chimie des gaz volcaniques lors de son 11e atelier de terrain. Le but de cette initiative y a été défini ainsi que le système de gouvernance. DECADE reçoit le soutien financier du projet international Deep Carbon Observatory pour atteindre ses objectifs, avec un soutien distribué à ses membres en fonction du projet et de son examen externe et/ou du consensus par le conseil d'administration. Tous les projets sont liés de manière significative à des sources de financement provenant des chercheurs individuels ou d'autres organismes de financement. La structure est gérée par un conseil d'administration de neuf personnes, dont un président et deux co-vice-présidents. Actuellement, le projet Deep Earth Carbon Degassing compte environ 80 membres de 13 pays.

## Réalisations
Depuis 2020, les principales réalisations soutenues ou partiellement soutenues par l'initiative DECADE comprennent :
- Modification de la base de données IEDA EarthChem pour inclure la composition des gaz volcaniques et les données de flux de gaz.
- Instrumentation de 9 volcans, à soir :MasayaTurrialbaPoásNevado del RuizGalerasVillarrica (dont les instruments ont été détruits par une éruption)PopocatépetlMerapiWhakaari (White Island)avec un système permanent d'analyse de gaz multi-composants (Multi-GAS) stations pour des mesures quasi continues de CO2 et de SO2 et des mesures quasi continues de flux de SO2 à l'aide du spectromètre en ultraviolet miniDOAS.
- Quantification des émissions et compositions de gaz volcaniques de régions éloignées telles que les arcs volcaniques des Aléoutiennes, du Vanuatu et de la Papouasie-Nouvelle-Guinée[7].
- Premières mesures des émissions de gaz des volcans Bromo et Krakatoa en Indonésie[8],[9].
- Établir les changements chimiques des gaz volcaniques comme précurseurs d'éruption sur les volcans Poás et Turrialba au Costa Rica[10],[11].
- Échantillonnage aérien des panaches volcaniques pour les isotopes du carbone et analyses à l'aide du spectromètre isotopique en infrarouge Delta Ray[12].
- Détermination du dégazage diffus de CO2 aux Açores[13].
- Quantification des émissions globales de CO2 des volcans lors des éruptions, dégazage passif et dégazage diffus [14],[15].

## Volcans
DECADE surveille actuellement les volcans suivants :
| Volcan           | Pays             | Remarques                                          |
| ---------------- | ---------------- | -------------------------------------------------- |
| Volcan Masaya    | Nicaragua        |                                                    |
| Popocatepetl     | Mexique          |                                                    |
| Galeras          | Colombie         |                                                    |
| Nevado del Ruiz  | Colombie         |                                                    |
| Volcan Villarica | Chili            | L'équipement a été détruit par l'éruption de 2015. |
| Turrialba        | Costa Rica       |                                                    |
| Poás             | Costa Rica       |                                                    |
| Mont Merapi      | Indonésie        |                                                    |
| White Island     | Nouvelle-Zélande |                                                    |